# شعبية تاجوراء والنواحي الأربع
شعبية تاجوراء والنواحي الأربعة إحدى شعبيات ليبيا الواقعة في شمالها على ساحل البحر المتوسط.

## أهم المدن
- تاجوراء

## المؤتمرات الشعبية الأساسية بالشعبية
- عقبة بن نافع
- تاجوراء المركز
- تاجوراء الجنوبي
- شهداء تاجوراء
- قصر بن غشير
- سيدي السائح
- سوق الخميس أمسيحل
- اسبيعة
- العواته
- شهداء عين زارة الجنوبي
- عين زارة الجنوبي

‌